# Вілкс-Беррі Тауншип (округ Лузерн, Пенсільванія)
Вілкс-Беррі Тауншип (англ. Wilkes-Barre Township) — селище (англ. township) в США, в окрузі Лузерн штату Пенсільванія. Населення — 3213 особи (2020).

## Демографія
Згідно з переписом 2010 року, у селищі мешкало 2967 осіб у 1414 домогосподарствах у складі 763 родин. Було 1545 помешкань
Расовий склад населення:
| - 88,5 % — білих - 6,4 % — азіатів - 3,2 % — чорних або афроамериканців |

До двох чи більше рас належало 1,5 %. Частка іспаномовних становила 2,0 % від усіх жителів.
За віковим діапазоном населення розподілялося таким чином: 14,1 % — особи молодші 18 років, 64,8 % — особи у віці 18—64 років, 21,1 % — особи у віці 65 років та старші. Медіана віку мешканця становила 44,9 року. На 100 осіб жіночої статі у селищі припадало 96,5 чоловіків;  на 100 жінок у віці від 18 років та старших — 94,6 чоловіків також старших 18 років.
Середній дохід на одне домашнє господарство  становив 50 571 долар США (медіана — 45 365), а середній дохід на одну сім'ю — 54 817 доларів (медіана — 52 574). Медіана доходів становила 43 362 долари для чоловіків та 30 702 долари для жінок. За межею бідності перебувало 27,9 % осіб, у тому числі 70,6 % дітей у віці до 18 років та 10,8 % осіб у віці 65 років та старших.
Цивільне працевлаштоване населення становило 1333 особи. Основні галузі зайнятості: освіта, охорона здоров'я та соціальна допомога — 22,1 %, роздрібна торгівля — 14,3 %, науковці, спеціалісти, менеджери — 10,8 %, публічна адміністрація — 10,7 %.